# 北朝鮮資料センター
北朝鮮資料センター（きたちょうせんしりょうセンター、朝鮮語: 북한자료센터）は、統一部傘下の韓国内の北朝鮮関連資料の収集と研究を専門に行う機関だ。同センターは、1989年に光化門郵逓局に開設、2009年7月にソウル韓国国立中央図書館5階に移転し、労働新聞の全紙と金日成、金正日の全集など、北朝鮮の出版物と映像が10万点以上所蔵されている。政治的プロパガンダの他に、そのコレクションには児童書や教科書、日用品も含まれている。同センターは、北朝鮮との公式連絡やロシア、中国などからの購入を通じて、これらの物資を入手した。北朝鮮研究者にとって重要な拠点の1つとなっている。

## 歴史
- 1989年5月、『北朝鮮資料センター』開館（光化門郵便局6階）。
- 1990年3月、北朝鮮映画上映及び北朝鮮の実情説明会開催。
- 1998年7月、北朝鮮の教科書と北朝鮮資料を巡回展示。
- 1998年12月、北朝鮮資料センターホームページ開設 。
- 1999年10月、北朝鮮のテレビ放送視聴室を開始。
- 2004年12月、韓国国会図書館と電子情報交流協定を締結。
- 2005年1月、統一展示室を設置·運営。
- 2005年7月、北朝鮮資料センター、書庫開架制度を全面実施。
- 2006年5月、北朝鮮資料センターオープンハウス開催。
- 2006年10月、RFID図書館自動化システム構築。
- 2007年12月、統一北朝鮮関連資料のe-book実装、提供。
- 2008年12月、所蔵資料検索のシソーラス付加機能を導入 。
- 2009年7月、場所移転 (光化門郵便局→盤浦洞国立中央図書館)。
- 2010年2月、デジタル化事業開始。
- 2010年7月、ホームページ改編とウェブアクセスを実現。
- 2011年5月、デジタルアーカイブシステム構築。
- 2014年2月、掘り起こした北朝鮮資料の復元および製本事業を開始。
- 2015年5月、2015統一博覧会北朝鮮資料センターブース運営。
- 2016年5月、2016統一博覧会北朝鮮資料センターブース運営。
- 2017年11月、北朝鮮資料センター図書管理システムおよびホームページ改編。
- 2018年10月、平日夜間(木)勤務および週末(土)勤務開始[3]。